# Arshi Pipa
Arshi Pipa (ur. 28 lipca 1920 w Szkodrze, zm. 20 lipca 1997 w Waszyngtonie) – albański poeta, pisarz, filozof i krytyk literacki, brat Bedi Pipy.

## Życiorys
Syn Mustafy i Hatixhe. Uczył się w szkole w rodzinnej Szkodrze, a następnie studiował filozofię na uniwersytecie we Florencji, gdzie w 1942 uzyskał tytuł dottore in filosofia, na podstawie rozprawy o koncepcji moralności w filozofii Henriego Bergsona. Po inwazji włoskiej na Albanię zdecydował się powrócić do kraju, wraz z bratem Myzaferem. Pracował jako nauczyciel języka włoskiego w Tiranie i w Szkodrze. Przez krótki okres, w 1944 był wydawcą miesięcznika literackiego Kritika.
Po egzekucji jego brata, A. Pipa w kwietniu 1946 został aresztowany pod zarzutem prowadzenia działalności antypaństwowej i skazany przez sąd wojskowy początkowo na dwa lata więzienia, a w ponownym procesie w 1947 karę podwyższono do 10 lat więzienia. Karę odbywał w czterech obozach pracy (w Durrësie (1946-1948), Vloçishcie (1948-1950), Gjirokastrze (1950-1952) i w Burrelu). Zwolniony w 1956, podjął pracę w szkole podstawowej w Szkodrze. Rok później uciekł do Jugosławii. Przez rok zajmował się głównie tłumaczeniem poezji. W 1958 wyjechał do USA. Początkowo pracował na uniwersytecie w Georgetown, Berkeley, a następnie na University of Minnesota w Minneapolis. W latach 90. odwiedził Albanię.
Pierwsze utwory poetyckie, które pisał pod koniec lat 30. znalazły się w tomiku Lundërtarë, wydanym w 1944. Swoje przeżycia więzienne opisał w Księdze więziennej – zbiorze poezji, wydanym w Rzymie w roku 1959. Wydał także dwa tomiki poezji w dialekcie gegijskim – Rusha i Meridiana.
Szczególnie cenne w dorobku Pipy są jego dzieła z zakresu krytyki literackiej i historii kultury albańskiej.
W latach 1989–1990 wydał dwie książki poświęcone polityce językowej w Albanii, w czasach Envera Hodży, twórczości literackiej w tym okresie i funkcjonowania systemu politycznego Albanii. Ostatnie lata swojego życia spędził w Waszyngtonie, gdzie wydawał pismo Albanica. Imię Pipy nosi jedna z ulic w Durrësie.

## Dzieła
- 1944: Lundërtarë (Marynarze, wyd. Tirana)
- 1959: Libri i burgut (Księga więzienna, wyd. Rzym)
- 1968: Rusha. (wyd. Monachium)
- 1968: Montale and Dante. (wyd. Minneapolis)
- 1969: Meridiana. (wyd. Monachium)
- 1978: Albanian folk verse. Structure and genre. (wyd. Monachium)
- 1978: Albanian literature. Social perspectives. (wyd. Monachium)
- 1978: Hieronymus de Rada. (wyd. Monachium)
- 1984: Studies on Kosova (wspólnie z: Sami Repishti), (wyd. New York)
- 1989: The politics of language in socialist Albania. (wyd. New York)
- 1990: Albanian Stalinism. Ideo-political aspects. (wyd. New York)
- 1991: Contemporary Albanian literature. (wyd. New York)
- 1994: Libri i dashunis dhe i fatit
- 1998: Poezi (wyd. Peje)
- 1999: Subversion drejt konformizmit. Fenomeni Kadare. (Subwersja w kierunku konformizmu. Fenomen Kadare, Tirana wyd. pośmiertnie)
- 2000: Vepra (Dzieła, wyd. Tirana)
- 2011: Skicë e një konceptimi mbi jetën : plotësuar me Mbi gjeniun: traktat filozofik : (burgu i Burrelit, 1955)
- 2013: Letërsia shqipe: perspektiva shoqërore